# 모티브링크
모티브링크 주식회사(영어: MotiveLink)는 대한민국의 전자부품 기업이다.
친환경 자동차 전동화 전력변환시스템 구축을 위한 솔루션(트랜스포머, 필터, 인덕터 등)을 제공하며 현대모비스의 파트너사로 전기차 부품을 개발한다.

## 역사
1977년에 설립되어 1989년 용인전자로 사명을 변경하였다. 30여년간 삼성전자 1차 협력사로 TV, 가전용 변압기와 전자파(EMC) 차단 필터를 납품하였고 2006년부터는 친환경 자동차용 전력변환 부품을 개발, 현대모비스 등 한국 전장 기업을 대상으로 제품을 공급한다.
2024년 사명을 현재의 사명으로 변경하였다.